# Trillium rivale
Trillium rivale là một loài thực vật có hoa trong họ Melanthiaceae. Loài này được S.Watson miêu tả khoa học đầu tiên năm 1885.